# Giorgio Bambini
Giorgio Bambini (ur. 24 lutego 1945 w Vezzano Ligure, zm. 13 listopada 2015 w La Spezia) – włoski bokser kategorii ciężkiej, medalista olimpijski z 1968.
Na letnich igrzyskach olimpijskich w 1968 w Meksyku zdobył brązowy medal w wadze ciężkiej (ponad 81 kg), przegrywając w półfinale z George'em Foremanem ze Stanów Zjednoczonych przez nokaut w 2. rundzie.
Był amatorskim mistrzem Włoch w 1965, 1966, 1967 i 1968.
Walczył jako bokser zawodowy w latach 1969-1971, wygrywając wszystkie 15 walk. Nie walczył ze znanymi pięściarzami zawodowymi.